# 佐野よりこ
佐野 よりこ（さの - 、8月5日 - ）は盛岡市を拠点に活躍する民謡歌手、ラジオパーソナリティ、リポーター、司会者、番組・CMナレーター。東洋大学短期大学英文学科卒業。血液型はO型。

## 経歴
岩手県釜石市出身。3歳の頃から母親と共に釜石市内の民謡教室に通い民謡を習い始める。進学して上京後も続け、20歳で日本コロムビア民謡コンクール全国大会青年の部で優勝。短大卒業後は郷里に戻り盛岡市でテレビ放送番組の制作会社に5年程勤務、その後フリーに。1998年 - 2004年は「姫神」では女性コーラスユニット「姫神ヴォイス」に参加。2000年、エジプト（ピラミッド前のスフィンクス広場）、イスラエル（エルサレムミュージアム広場）のライブコンサートにも出場。
- 1989年4月9日 - 日本郷土民謡協会東京中央地区連合大会優勝。
- 2005年8月 - 第6回南部木挽唄全国大会優勝。
- 2007年7月29日 - 第21回外山節全国大会優勝。
- 2007年8月26日 - 第7回南部よしゃれ全国大会優勝。
- 2007年11月25日 - 第60回岩手芸術祭舞台部門「岩手民謡まつり」芸術祭賞。
- 2008年9月27日 - 第23回南部牛追唄全国大会優勝。
- 2009年9月23日 - 第38回全東北民謡選手権大会（東北民放テレビ六社会主催）で外山節を歌い準優勝。
- 2009年12月6日 - 第49回岩手県知事杯争奪民謡王座決定戦で外山節を歌い優勝。
- 2010年9月23日 - 第28回沢内甚句全国大会最優秀賞グランドチャンピオン。
- 2010年10月10日 - 第10回南部馬方節全国大会優勝　歴代チャンピオン大会グランドチャンピオン。
- 2011年6月26日 - 渋谷NHKホールで行われた日本民謡協会主催日本民謡フェスティバル2011で沢内甚句を歌い準優勝にあたる奨励賞。
- 2011年7月29日 - 国内最大のカーレース・スーパーGT第4戦SUGO決勝レース直前のセレモニーで37000人を前に国歌「君が代」を独唱。
- 2012年10月21日 - 第52回日本郷土民謡協会全国大会ヤング部門優勝。
- 2014年4月27日－第4回南部酒屋唄全国大会、南部酒屋流し唄でグランプリ。
- 2016年10月23日－日本武道館で行われた日本郷土民謡協会主催第56回郷土民謡民舞全国大会民謡グランプリで「南部牛追い唄」を歌い内閣総理大臣賞。
- 2017年3月18日－平成28年度いわて民謡グランドチャンピオン大会で「南部馬方節」を歌い優勝・グランドチャンピオン。

## 担当番組
エフエム岩手
- よりこのうたラジ（毎週木曜）
- Hikingレディオ（毎週金曜）
- 北Gのサンデーモーニング（毎週日曜）

## 過去の担当番組
エフエム岩手
- 朝のペパーミントタイム（ - 2003年3月）
- ひるラジ CROSS STREET（ - 2004年9月）
- MAX WAVESCAPE
- 開運！乙女塾
- Posh! - 金曜日担当